# Meriem Ben Mami
Meriem Ben Mami (arabe : مريم بن مامي) est une actrice tunisienne connue pour son rôle de Chahinez Maaouia dans la série télévisée Maktoub, qui compte quatre saisons.

## Biographie

### Carrière professionnelle
Après avoir suivi des études de graphisme, au sein de l'Institut supérieur des beaux-arts de Tunis, Meriem Ben Mami opte pour la création de sa propre société d'import-export, le marché du graphisme ne lui étant pas favorable. Elle s'investit particulièrement dans l'import et le commerce de chaussures italiennes, l'exportation étant plus compliquée. Elle ouvre sa propre affaire qui propose des modèles originaux que l'on trouve rarement à Tunis.
Lors d'une interview accordée au magazine Tunivisions, elle raconte que son entrée dans le monde de la comédie est un pur hasard. En effet, la gérante du magasin a l'opportunité d'être présentée à Sami Fehri, alors animateur, producteur et réalisateur, notamment de l'émission Dlilek Mlak. Ce dernier, impressionné par le charisme de la jeune femme, lui propose un rôle dans son feuilleton, encore en production. C'est ainsi qu'elle obtient le rôle de Chahinez Maaouia, une mère célibataire dont le rôle reste sans interprète au vu de sa difficulté ; le réalisateur n'a en effet pas réussi à trouver le bon profil, même si plusieurs candidates se sont présentés au casting. Ben Mami accepte le rôle après des hésitations, car le sujet de la maîtresse puis de la mère célibataire est tabou dans la société tunisienne.
Lors du tournage, elle est prise en charge par Atef Ben Hassine, qui joue le rôle de Choukri mais qui est aussi directeur d'acteur, ce qui la met à l'aise lors du tournage, même si le premier jour est difficile. Le succès inattendu de son rôle la rend célèbre, ce qui la surprend car la relation de Chahinez avec Dali (joué par Dhafer El Abidine) entre dans le domaine de l'interdit. Le succès du feuilleton mène au tournage d'une nouvelle saison, diffusée lors du ramadan 2009.
Pour le ramadan 2010, on lui propose un rôle dans le feuilleton Njoum Ellil, qu'elle ne rejoint pas faute d'une entente. Elle doit aussi jouer le rôle de Ghalia, une arnaqueuse, voleuse et menteuse machiavélique dans le nouveau long métrage comique d'Ibrahim Letaïef, Flouss Académie, dont le tournage est reporté à l'hiver 2011. Un réalisateur palestinien lui propose aussi de jouer dans un film relatif à la vie de Mahmoud Darwich, mais elle refuse car le rôle est également celui d'une maîtresse, l'actrice souhaitant évoluer et ne pas se limiter aux mêmes rôles.
Elle est, par ailleurs, marraine de l'Association des malades de la sclérose en plaques. Elle explique que cet engagement est dû au fait que son ami d'enfance, Sami Azaiez, est atteint de cette maladie et qu'elle souhaite mener ce combat avec lui et à travers lui, avec tous les malades, notamment pour sensibiliser le public. Elle évoque aussi le fait qu'elle a été influencée par l'ami de sa mère, atteint lui aussi de cette maladie mais qui n'a pu se soigner, les traitements n'existant pas à cette époque.
En avril 2010, elle est en couverture du magazine people Tunivisions. Elle apparaît en couverture du magazine tunisien E-jeune en juillet 2012.
Après la révolution qui mène à la chute du régime de Zine el-Abidine Ben Ali, le 14 janvier 2011, Sami Fehri décide de reprendre la série Maktoub avec une troisième saison, diffusée entre le 20 juillet et le 3 août 2012 sur Ettounsiya TV. Ben Mami incarne à nouveau le rôle de Chahinez Maaouia, cette fois-ci avec l'apparition de nouveaux personnages qui dénoncent la corruption du clan Trabelsi. Cette saison connaît un grand succès qui mène Fehri à renouveler la série pour une quatrième saison. Cependant, avec son arrestation le 30 août, Ettounsiya TV diffuse un nouveau feuilleton du nom de Layem. Entre-temps, Ben Mami incarne le rôle de Douja dans Caméra Café et le rôle secondaire de Mimi dans Happy Ness, également diffusés sur la même chaîne. 
Elle incarne à nouveau le rôle de Chahinez Maaouia pour une quatrième saison de Maktoub, diffusée entre le 29 juin et le 21 juillet 2014 à la suite de la libération de Fehri, ainsi que le rôle de Douja dans la seconde saison de Caméra Café. 
En 2015, elle présente l'émission Dari Déco diffusée sur la chaîne Ettounsiya TV. La même année, elle interprète le rôle d'Inès, psychanalyste et sexologue, dans la série Histoires tunisiennes, réalisée par Nada Mezni Hafaiedh. En novembre 2016, elle est l'une des chroniqueurs de l'émission Omour Jedia diffusée chaque mardi sur Ettounsiya TV.

### Vie privée
Meriem Ben Mami se marie à Sofiène El Materi le 30 octobre 2014. Ils sont parents d'une fille prénommée Jade née le 18 octobre 2015.

## Filmographie

### Cinéma
- 2013 : Les Épines du jasmin de Rachid Ferchiou

### Télévision

#### Séries
- 2008-2014 : Maktoub de Sami Fehri : Chahinez Maaouia
- 2013-2014 : Caméra Café d'Ibrahim Letaïef : Douja
- 2013 : Happy Ness (saison 1) de Majdi Smiri : Mimi
- 2015 : Histoires tunisiennes de Nada Mezni Hafaiedh : Inès
- 2017 : Dawama de Naïm Ben Rhouma, Mohamed Ali Mihoub et Abdelmonem Hwass : Kamilia
- 2018 : Familia Lol de Nejib Mnasria : Farah El Ayech
- 2018 : Tej El Hadhra de Sami Fehri : Lalla Douja

#### Émissions
- 2012 : Le Crocodile (épisode 5) sur Ettounsiya TV : invitée
- 2013 : Le Braquage (épisode 10) sur Nessma : invitée
- 2015-2016 : Dari Déco sur Ettounsiya TV : animatrice
- 2016 : Tahadi El Chef (épisode 21) sur M Tunisia : invitée
- 2016-2017 : Omour Jedia sur Ettounsiya TV : chroniqueuse
- 2017 : Aroussa w Aris sur El Hiwar El Tounsi : animatrice

### Vidéos
- 2011 : I Love Tunisia, the place to be now de Mohamed Ali Nahdi et Majdi Smiri
- 2015 : spot publicitaire pour les shampooings Sensea